# Општина Салача (Бихор)
Салача (рум. Sălacea) општина је у Румунији у округу Бихор.
Oпштина се налази на надморској висини од 115 m.